# Further (gruppo musicale)
Further fu una band indie rock americana di Los Angeles, attiva negli anni novanta.

## Storia del gruppo
Il gruppo nacque a Los Angeles come evoluzione di una precedente formazione, gli "Shadowland", una band influenzata dalla musica degli anni sessanta, guidata dai fratelli Brent e Darren Rademaker, che ha pubblicato due album per Geffen Records nel 1989 e nel 1990 (Shadowland e The Beauty of Escaping). Interrotto il rapporto con la casa discografica, l'arrivo del chitarrista Josh Schwartz modificò il sound della formazione che, rinominata Further, pubblicò una serie di singoli: Filling Station, Over and Out e Overrated nel 1992, e Born Under a Good Sign nel 1993. Il genere da loro suonato aveva analogie con altri gruppi del periodo come Dinosaur Jr e Sonic Youth (Lee Ranaldo tra l'altro suonò nel loro album di debutto). Il primo album, Griptape, venne pubblicato dalla Christmas Records nel 1992 e venne poi ripubblicato in UK con alcune integrazioni dalla Ball Product, una etichetta della Creation Records.
Il loro secondo album, Sometimes Chimes, venne pubblicato nel 1994 e aveva analogie con le opere di artisti come Beck, Unrest, Pavement e Sebadoh. Il batterista Fitzgerald aveva intanto lasciato il gruppo prima dell'uscita del loro terzo album, l'EP Grimes Golden, e i tre membri rimanenti si alternarono tutti quanti alla batteria senza inserire mai un nuovo elemento allo strumento. La band divenne abbastanza popolare nel Regno Unito tanto da pubblicare con etichette inglesi come la Creation Records che ripubblicò una versione estesa del loro album di debutto e come la Fierce Panda. Nel 1995, la band registrò una sessione di cinque tracce per lo show della BBC Radio 1 di John Peel. L'ultimo album della band, Next Time West Coast, venne pubblicato soltanto in Giappone e non venne mai distribuito in patria, e vide il suono della band fondere le influenze di Sonic Youth e Nirvana, direzione che i due fratelli avrebbero continuato a esplorare nei loro gruppi successivi, The Tyde e Beachwood Sparks.

## Discografia
Album in studio
- Griptape (1992) Christmas (riedito come Super Griptape (1993, Ball Product)
- Sometimes Chimes (1993) Christmas
- Grimes Golden (1994) Fingerpaint/Runt (Italia)
- Next Time West Coast (1996) 100 Guitar Mania (Giappone)

Singoli ed EP
- Filling Station (1992) Bong Load
- Over & Out (1992) Christmas
- Overrated (1993) No Guff
- In a Lonely Place EP (1993) Four Letter Words (EP diviso con Allen Clapp, Kevin e Six Cents & Natalie)
- Hyde Park (1993) (split 7 "con Poastal & Diskothiq, uscito con la fanzine Over The Wall)
- Born Under a Good Sign EP (1993) Standard Recordings
- She Lives By The Castle (1993) First Strike (singolo diviso con Fluf)
- Chimes at Christmas EP (1994) Christmas Further w / the Summer Hits (split EP con O & Judy e Rodchester)
- Distance EP (1995) Lissy's (doppio 7 pollici)
- The Further John Peel Sessions  (1995) Boxing Day
- I Wanna be a Stranger / They said it couldn't happen here...and it didn't (1996) Kirb Dog
- The Fakers and the Takers (1997) Fierce Panda